# Primera Liga de Croacia 2002-03
La Prva HNL 2002-03, fue la duodécima temporada de la Primera División de Croacia. El campeón fue el club Dinamo Zagreb que consiguió su séptimo título nacional.
Para esta temporada el número de clubes se redujo de dieciséis a doce, por lo que no se registró ningún ascenso de clubes de la 2. HNL para la presente temporada.
El torneo se disputa en una primera fase con partidos de ida y regreso para un total de 22 partidos. Posteriormente se jugó una ronda de playoffs con los seis primeros en disputa del campeón de la temporada y clasificación a copas internacionales y con los seis restantes para determinar un equipo descendido a la 2. HNL.

## Tabla de posiciones

### Primera fase
|  |     | Equipo              | PJ | PG | PE | PP | GF | GC | DG  | PTS |
|  | --- | ------------------- | -- | -- | -- | -- | -- | -- | --- | --- |
|  | 1.  | Dinamo Zagreb       | 22 | 18 | 3  | 1  | 51 | 17 | +34 | 57  |
|  | 2.  | Hajduk Split        | 22 | 16 | 2  | 4  | 42 | 14 | +28 | 50  |
|  | 3.  | Varteks Varaždin    | 22 | 15 | 0  | 7  | 40 | 21 | +19 | 45  |
|  | 4.  | Cibalia Vinkovci    | 22 | 9  | 5  | 8  | 28 | 28 | 0   | 32  |
|  | 5.  | Kamen Ingrad Velika | 22 | 7  | 9  | 6  | 23 | 22 | +1  | 30  |
|  | 6.  | NK Zagreb           | 22 | 8  | 6  | 8  | 28 | 30 | -2  | 30  |
|  | 7.  | Slaven Belupo       | 22 | 9  | 2  | 11 | 24 | 26 | -2  | 29  |
|  | 8.  | NK Osijek           | 22 | 6  | 5  | 11 | 21 | 39 | -18 | 23  |
|  | 9.  | NK Zadar            | 22 | 5  | 6  | 11 | 21 | 40 | -19 | 21  |
|  | 10. | HNK Rijeka          | 22 | 5  | 3  | 14 | 23 | 33 | -10 | 18  |
|  | 11. | Pomorac Kostrena    | 22 | 3  | 8  | 11 | 26 | 41 | -15 | 17  |
|  | 12. | HNK Šibenik         | 22 | 4  | 5  | 13 | 23 | 39 | -16 | 17  |

|  | Grupo campeonato |
|  | Grupo descenso   |

### Grupo Campeonato
|  |    | Equipo              | PJ | PG | PE | PP | GF | GC | DG  | PTS |
|  | -- | ------------------- | -- | -- | -- | -- | -- | -- | --- | --- |
|  | 1. | Dinamo Zagreb       | 32 | 25 | 3  | 4  | 76 | 27 | +49 | 78  |
|  | 2. | Hajduk Split        | 32 | 22 | 4  | 6  | 56 | 22 | +34 | 70  |
|  | 3. | Varteks Varaždin    | 32 | 18 | 3  | 11 | 52 | 38 | +14 | 57  |
|  | 4. | Kamen Ingrad Velika | 32 | 11 | 11 | 10 | 34 | 34 | 0   | 44  |
|  | 5. | Cibalia Vinkovci    | 32 | 12 | 7  | 13 | 39 | 44 | -5  | 43  |
|  | 6. | NK Zagreb           | 32 | 9  | 9  | 14 | 40 | 52 | -12 | 36  |

### Grupo Descenso
|  |     | Equipo           | PJ | PG | PE | PP | GF | GC | DG  | PTS |
|  | --- | ---------------- | -- | -- | -- | -- | -- | -- | --- | --- |
|  | 7.  | Slaven Belupo    | 32 | 12 | 4  | 16 | 37 | 36 | +1  | 40  |
|  | 8.  | NK Osijek        | 32 | 10 | 9  | 13 | 32 | 51 | -19 | 39  |
|  | 9.  | HNK Rijeka       | 32 | 9  | 6  | 17 | 40 | 41 | -1  | 33  |
|  | 10. | NK Zadar         | 32 | 9  | 6  | 17 | 36 | 71 | -35 | 33  |
|  | 11. | Pomorac Kostrena | 32 | 7  | 11 | 14 | 42 | 52 | -10 | 32  |
|  | 12. | HNK Šibenik      | 32 | 8  | 7  | 17 | 37 | 53 | -16 | 31  |

|  | Campeón y clasificado a la Liga de Campeones de la UEFA 2003-04. |
|  | Clasificado a la Copa de la UEFA 2003-04.                        |
|  | Playoffs de Promoción-Descenso.                                  |
|  | Desciende a la 2. HNL 2003-04.                                   |

### Promoción
El Pomorac Kostrena perdió su lugar en la máxima categoría al ser superado por el Inker Zaprešić que obtiene el ascenso a la Primera división.
| 10 de junio de 2003 | Pomorac Kostrena | 0:0 | Inker Zaprešić |  |  |

| 14 de junio de 2003 | Inker Zaprešić | 3:1 | Pomorac Kostrena |  |  |

## Máximos Goleadores
| Rank | Jugador        | Club                | Goles |
| ---- | -------------- | ------------------- | ----- |
| 1    | Ivica Olić     | Dinamo Zagreb       | 16    |
| 2    | Boško Balaban  | Dinamo Zagreb       | 15    |
| 3    | Zoran Zekić    | Kamen Ingrad Velika | 14    |
| 4    | Marijo Dodik   | Slaven Belupo       | 12    |
| 4    | Sandro Klić    | HNK Rijeka          | 12    |
| 6    | Milan Pavličić | NK Osijek           | 11    |

Fuente: 1.hnl.net Archivado el 7 de marzo de 2012 en Wayback Machine.